# Before
Before var et dansk punk/post-punk-band fra 1980-84 med den markante sanger Fritz Fatal (Michael Bonfils) som frontfigur.
Before's musik er mørk og desperationsfyldt, groovet og meditativ, sløret og ekspressiv, og udtrykker den indre smerte eller weltschmerz, som mange på den alternative og punkede scene oplevede i 1980'erne.
Before debuterede i Rockmaskinen på Christiania november 1980. Bandet spillede bl.a. på punkfestivalen Nosferatu, Land og folk festival (1982), i Den Grå Hal med Kliché i (1982) og på Roskilde Festival 1982 og 83 samt på Nordic Cruzade (skandinaviensturné)  med norske Kjött og svenske KSMB.
Udover Fritz Bonfils bestod Before bl.a. af bandmedlemmerne Casper Holm på guitar (senere i Vertical Smile, Pale Immitation of Love, Hinsidan & Ate 23),  Michael Illo Rasmussen (trommer, tidligere i Radar (band) og senere i The Sandmen), Lars Bo "Tolle" Tolstoy Jacobsen (bas fra ca. 1981, også i Tina Talks), og Mads Nordheim på keybd (Aktuel i 2013´Mashti Nordheim som Electronic Production Producer.)  
Flemming Andersen og Martin Hall var i 1980 med til at danne bandet. De forlod dog Before i 1981. 
Bandet spillede opvarmning for New Order i Saltlageret d.17.05.81. Peter Hook tilbød ved lejligheden at assistere som lydmand, hvilket senere sendte Kasettebånd optagelsen af Before koncerten ud blandt New Order fans som samlerobjekt. Before bestod på aftenen af Fritz Fatal, Martin Hall, Tolle Tolstoy og Michael Illo Rasmussen. Optagelsen blev i 2011 udgivet på cd med titlen 30 minutes 
Det var efterfølgende med besætningen Michael, Tolle, Casper & Fritz og til sidst Mads Nordheim, at Before for alvor gjorde sig gældende i større sammenhænge. Det var også med denne besætning Before indspillede plader, festivals, bl.a. Roskilde Festival, og koncerter i Danmark og udland.
Bandet opløstes i 1984, men gendannedes i løbet af 1980'erne ved flere enkeltstående lejligheder.
Before rangerer som det vigtigste banebrydende band i 80'erne (red. Politikens rock leksikon).
Efter Before gik Fritz Fatal andre veje, og var kun sporadisk at finde i musikalske sammenhænge, bl.a. i orkestre som Mental Midgets, House Of Secrets og The Late Midgets (senere The Fritz).
Bandet genopstod for en aften, dog kun med Fritz Fatal af de oprindelige medlemmer, til Nostaligurato IV den 3. september 2011. Det er på fjerde år blevet holdt i Rockmaskine på Christiania. Arrangementet har hvert år samlet nogle af de helt tidlige, men også senere punkbands fra Danmark til at spille, og er også kendt som "Punktionisttræf".

## Diskografi
- Silence / Unexpected Emotions – 7" single 1981 (Irmgardz – IRMGS 105)
- A Wish Of Life – 12" LP 1982 (Irmgardz – IMRMG 006)
- Some Hands / Sister Culture – 7" single 1983 (Irmgardz – IRMGS 111)
- A Wish Of Life – CD 2003 (genudgivelse af debutalbum og singler) (Karma – KMCD 211003)
- Before Live Roskilde 1982 – CD (Karma 2006 – KMCD 24146)
- 30 Minutes – CD 2011 (Before live til New Order koncerten 17. maj 1981) (Replika – REP01)

Compilations, bl.a.:
- Nosferatu Festival – 12" LP Compilation(Nosferatu Records / NOS1)